# Pénitencier d'État de Virginie-Occidentale
Ne doit pas être confondu avec Pénitencier d'État de Virginie.
West Virginia State Penitentiary
Le pénitencier d'État de Virginie-Occidentale (en anglais : West Virginia State Penitentiary, anciennement Moundsville State Penitentiary) est une prison isolée, au style néogothique, situé à Moundsville, en Virginie-Occidentale. Il a fonctionné de 1876 à 1995. Depuis, le site est une attraction touristique et un centre de formation.

## Architecture
Sa conception architecturale est similaire à celle du Joliet Correctional Center (centre correctionnel de Joliet dans l'Illinois) avec la structure en pierre de sa façade à l'imitation des châteaux-forts gothiques de l'imaginaire romantique, complétée par des poivrières et des créneaux, mais d'une dimension moitié moindre. Les dimensions du parallélogramme formé par la prison sont de 25 mètres de large sur 100 mètres de long. Les murs extérieurs en pierre sont épais de 1,5 m à la base, ils se resserrent vers le sommet jusqu'à 76 cm, avec des fondations profondes de 1,5 m.

## Histoire

### Construction
En 1863, la Virginie-Occidentale fit sécession d'avec la Virginie au plus fort de la guerre de Sécession. De ce fait, le nouvel État se trouva dépourvu de divers bâtiments publics, notamment de prisons. Le Wagon Gate (la Porte des Chariots) était le seul bâtiment sur le site durant la guerre civile, de 1863 à 1866 ; le gouverneur Boreman fit pression sur la législature de la Virginie-Occidentale pour qu'on bâtisse un pénitencier d'État mais elle le lui refusa régulièrement. La législature essaya tout d'abord de l'amener à envoyer les prisonniers vers d'autres institutions en dehors de l'État, puis les fit incarcérer dans les prisons existantes dans les comtés, qui s'avérèrent insuffisantes. Après l'évasion de neuf détenus en 1865, la presse locale s'empara du sujet, et la législature se décida à agir. Le 7 février 1866, celle-ci approuva l'achat d'un terrain à Moundsville dans le but de construire une prison d'État. Dix acres (quatre hectares) furent acquis, juste à l'écart des limites de la ville, pour 3 000 $. Moundsville formait un site intéressant car il était à environ vingt kilomètres (douze miles) de Wheeling, qui était à l'époque la capitale de l'État,,.
L'État fit construire une prison temporaire en bois l'été suivant. Cela laissa le temps, pour les responsables de la prison, de décider de l'architecture définitive de l'établissement. Celle du pénitencier de l'Illinois à Joliet fut estimée comme avantageuse. Son architecture néogothique « montrait, autant que possible, une puissance impressionnante et donnait aux esprits l'attristante évidence de la souffrance qui attend l'être infortuné qui pénètre entre ces murs ».
Le premier bâtiment construit sur le site fut le North Wagon Gate. Il était construit avec du grès extrait d'une carrière locale et taillé à la main. L'État fit usage des travaux forcés durant les opérations de construction, et le travail se poursuivit de cette manière jusqu'en 1876. Quand il fut achevé, le coût total avait été de 31 061 $. Outre le North Wagon Gate, il y avait les blocs de cellules nord et sud, chacun mesurant 91,5 m sur 16 m,. L'aile sud comptait 224 cellules, chacune de 2,13 m sur 1,22 m, et l'aile nord une cuisine, un réfectoire, une infirmerie et une chapelle. Une tour de quatre étages de 23 m de côté reliait les deux ailes et contenait l'administration de l'établissement. Le bâtiment abritait des espaces pour les détenues et les quartiers d'habitation du directeur et de sa famille. Il ouvrit officiellement cette année-là et comptait 251 détenus, y compris certains de ceux qui contribuèrent à la construction de cette prison où ils étaient désormais incarcérés. Après cette phase, les travaux forcés se firent dans des ateliers carcéraux et dans d'autres bâtiments secondaires.

### Fonctionnement
Outre la construction de la prison, les détenus eurent d'autres emplois pour réduire les dépenses de la prison. Au début du XXe siècle les activités dans les murs de la prison comprenaient, entre autres, un atelier de charpente, un atelier de peinture, un atelier de construction de chariots, une taillerie de pierre, une briqueterie, une forge, un atelier de tailleur, une boulangerie et un hôpital. À la même époque, les revenus de la ferme de la prison et de la location des détenus comme main-d'œuvre aidaient financièrement la prison. Une mine de charbon située à un mile de l'établissement fut ouverte par la prison en 1921. Cette mine fournit une partie de l'énergie nécessaire au fonctionnement de la prison et permit à l'État d'économiser environ 14 000 $ par an. Quelques détenus avaient l'autorisation de rester sur place dans un campement sous la surveillance d'un chef d'équipe, lequel ne faisait pas partie du personnel de la prison.

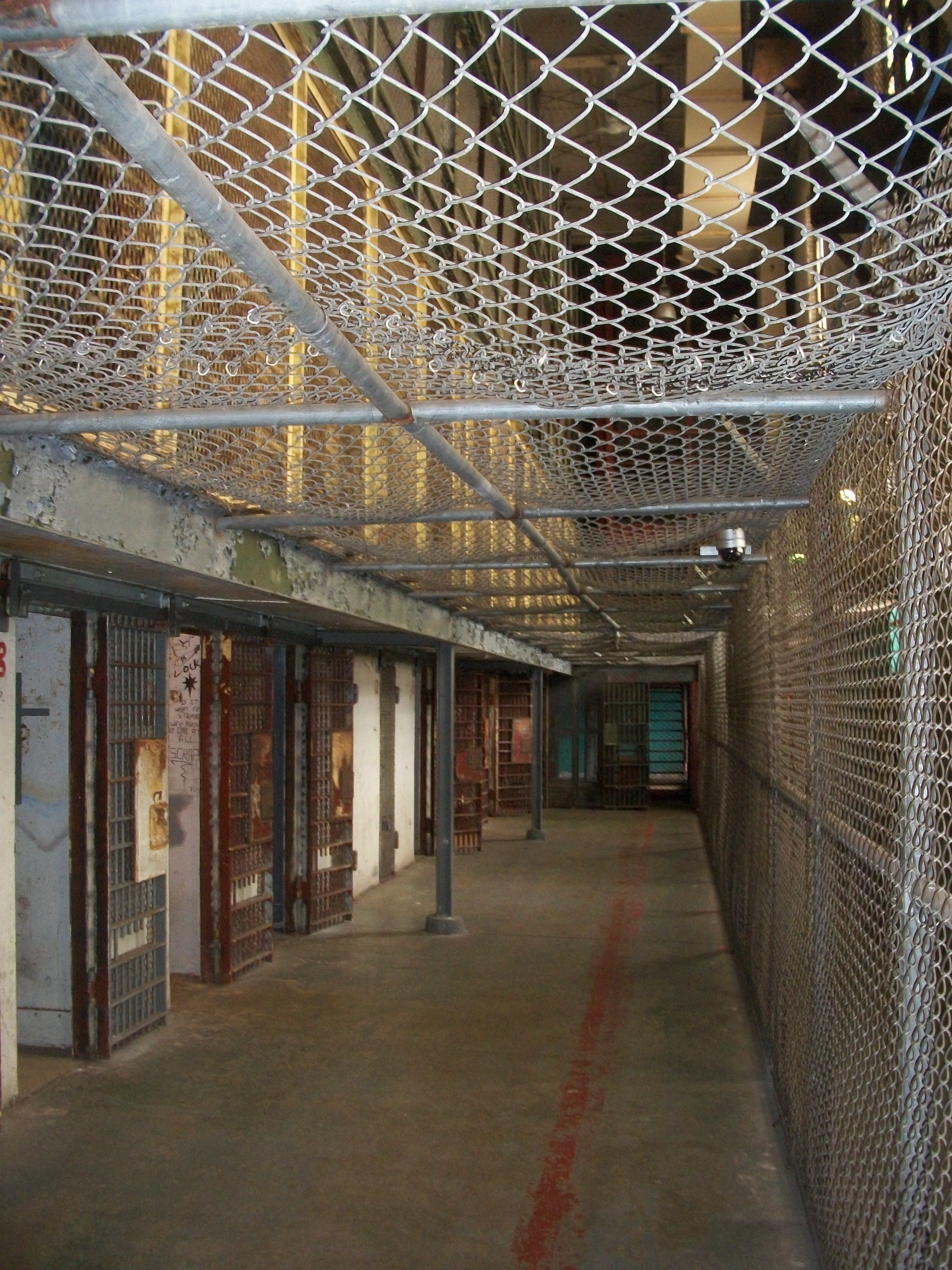
Cellules du quartier réservé aux détenus les plus dangereux.

Au tournant des XIXe et XXe siècles, les conditions de vie dans la prison étaient bonnes, selon ce qu'en dit un rapport du directeur, qui déclarait ceci : « Tous les achats de matériel, de nourriture et d'habillement ont été très progressivement mais régulièrement améliorés, en quantité comme en qualité, pendant que la discipline s'approchait peu à peu de l'optimum et la pénibilité pour la main-d'œuvre devenait moindre. » L'éducation des détenus devint une priorité durant la même période. La construction d'une école et d'une bibliothèque furent achevées en 1900 pour permettre le redressement des détenus et leur éducation.
Cependant, les conditions se dégradèrent au cours du temps, au point que le Département fédéral de la Justice classa l'établissement parmi les dix établissements pénitentiaires les plus violents[Quand ?] (le Top Ten Most Violent Correctional Facilities). Un des endroits les plus infâmes de la prison, où se multipliaient les jeux d'argent, les combats et les viols, étaient la salle de détente, surnommée « la cabane à sucre » (The Sugar Shack).
Au début du XXe siècle, un détenu notable, Eugene Victor Debs, fut incarcéré du 13 avril au 14 juin 1919, pour infraction au Espionage Act de 1917 ; il fut ensuite transféré dans une prison d'Atlanta.
En 1929, l'État décida de doubler la taille du pénitencier à cause de problèmes de surpeuplement. Les cellules de 2,13 m sur 1,52 m étaient trop petites pour contenir trois détenus mais, jusqu'à l'extension de la prison, il n'y avait pas d'autre solution. Deux prisonniers dormaient sur des couchettes, le troisième sur un matelas à même le sol. L'État utilisa une nouvelle fois la main-d'œuvre que constituaient les prisonniers et termina cette phase de construction en 1959. Elle avait été retardée par un manque d'acier durant la Seconde Guerre mondiale.
Il y eut au total trente-six homicides commis dans la prison. L'un des plus notoires est l'agression subie par R.D. Wall, détenu no 44670. Le 8 octobre 1929, après le « mouchardage » de ses codétenus, il fut agressé par trois prisonniers avec des surins bricolés alors qu'il se dirigeait vers la chaufferie.

### L'évasion collective de 1979
Le 7 novembre 1979, quinze prisonniers s'évadèrent du pénitencier. Parmi eux se trouvait Ronald Turney Williams, qui purgeait sa peine pour l'assassinat du sergent David Lilly du Département de police de Beckley (Virginie-Occidentale), le 12 mai 1975. Il se débrouilla pour dérober l'arme de service d'un gardien durant l'évasion et, au moment où il pénétrait dans les rues de Moundsville, rencontra Philip S. Kesner, un membre de la Police d'État de la Virginie-Occidentale (en) de trente-trois ans, qui n'était pas en service à ce moment-là, et sa femme, qui roulaient aux abords de la prison.
Philip Kesner vit les évadés et tenta de les appréhender. Les prisonniers l'extrayèrent de sa voiture et Williams lui tira dessus. Bien que mortellement touché, le policier parvint à tirer à son tour en direction des fugitifs,,.
Williams resta « en cavale » pendant dix-huit mois, envoyant des lettres railleuses aux autorités ; il figurait dans la liste des dix fugitifs les plus recherchés du FBI. Durant cette période, il tua John Bunchek lors d'un cambriolage à Scottsdale, et fut relié à des crimes commis dans les États du Colorado et de la Pennsylvanie. À l'issue d'une fusillade avec des agents fédéraux à l'hôtel George Washington de New York, en 1981, il fut interpellé puis renvoyé en Virginie-Occidentale pour y purger plusieurs condamnations à perpétuité. L'Arizona demanda son extradition pour son exécution en juillet 1995, mais en novembre 2012, il était toujours en détention en Virginie-Occidentale,.
À l'époque de l'évasion, l'officier de police Robert Lightner, du bureau du shérif de Moundsville, fut très critique envers la très mauvaise communication de la police d'État durant l'évasion. Le bureau du shérif et la police locale n'eurent aucun écho de cette évasion de la part de la police d'État. Ils n'en entendirent parler que par le biais des scanners de la police. « Il s'est passé vingt bonnes minutes avant que nous soyons au courant de l'évasion. Si quelqu'un nous en avait informé, il y aurait eu de grandes chances que l'équipe du shérif et les membres de la police de Moundsville soient parvenus sur le lieu de l'incident alors que les prisonniers étaient encore sur place. » Il fut aussi très critique sur la chasse à l'homme qui suivit, menée dans quatre États différents, quand les meurtriers David Morgan et Ronald T. Williams et le violeur Harold Gowers Jr., parvinrent à rester en liberté. « Les communications furent très limitées. Je pense qu'ils auraient dû tenir bien mieux informés les officiers de police judiciaire locaux, je n'ai aucune idée de ce qu'ils [les policiers d'État] ont fait, de ce qu'ils ont découvert ».

### La mutinerie de 1986
Le premier janvier 1986 fut la date d'une des plus horribles émeutes de l'histoire récente. Le pénitencier de Virginie-Occidentale subissait alors beaucoup de changements et de problèmes. La sécurité connaissait un fort relâchement dans toutes les zones. Quoique ce soit censément une prison fermée, la plupart des serrures des cellules avaient disparu et les détenus traînaient librement dans les couloirs. Une plomberie défectueuse et la présence d'insectes entrainaient la propagation de nombreuses maladies. La prison comptait alors 2 000 détenus et la surpopulation redevenait un problème notable. Autre élément important pour le déclenchement de l'émeute, il s'agissait d'un jour de vacances, beaucoup de gardes avaient pris un congé, ce qui encouragea les prisonniers à réaliser leur projet ce jour-là.
Vers 17 h 30, un groupe de vingt détenus, connus sous le nom de the Avengers (« les Vengeurs »), se rua dans le couloir de la cantine au moment où le commandant Glassock[Qui ?] y faisait une ronde. « En quelques secondes, [le commandant Glassock], cinq autres gardes et un employé des cuisines furent saisis et plaqués au sol. Les détenus pointèrent des couteaux en direction de leurs gorges et les menottèrent avec leurs propres menottes ». Si plusieurs des otages furent retenus toute la journée, aucun ne fut gravement blessé. Cependant, au cours des deux jours du soulèvement, trois détenus furent abattus, pour toute une série de raisons. « Les détenus qui avaient initié la mutinerie n'étaient pas préparés à en prendre le contrôle. Danny Lehman, le chef des Avengers, fut rapidement désigné comme étant le plus à même de négocier avec les autorités et pour communiquer les exigences des mutins aux médias ». Le gouverneur Arch A. Moore, Jr. (en) vint au pénitencier pour discuter avec les mutins. Cette rencontre permit de définir de nouvelles règles et normes sur lesquelles la prison se baserait. Les journaux nationaux et locaux couvrirent les événements ainsi que la rencontre avec le gouverneur Moore.

### Exécutions

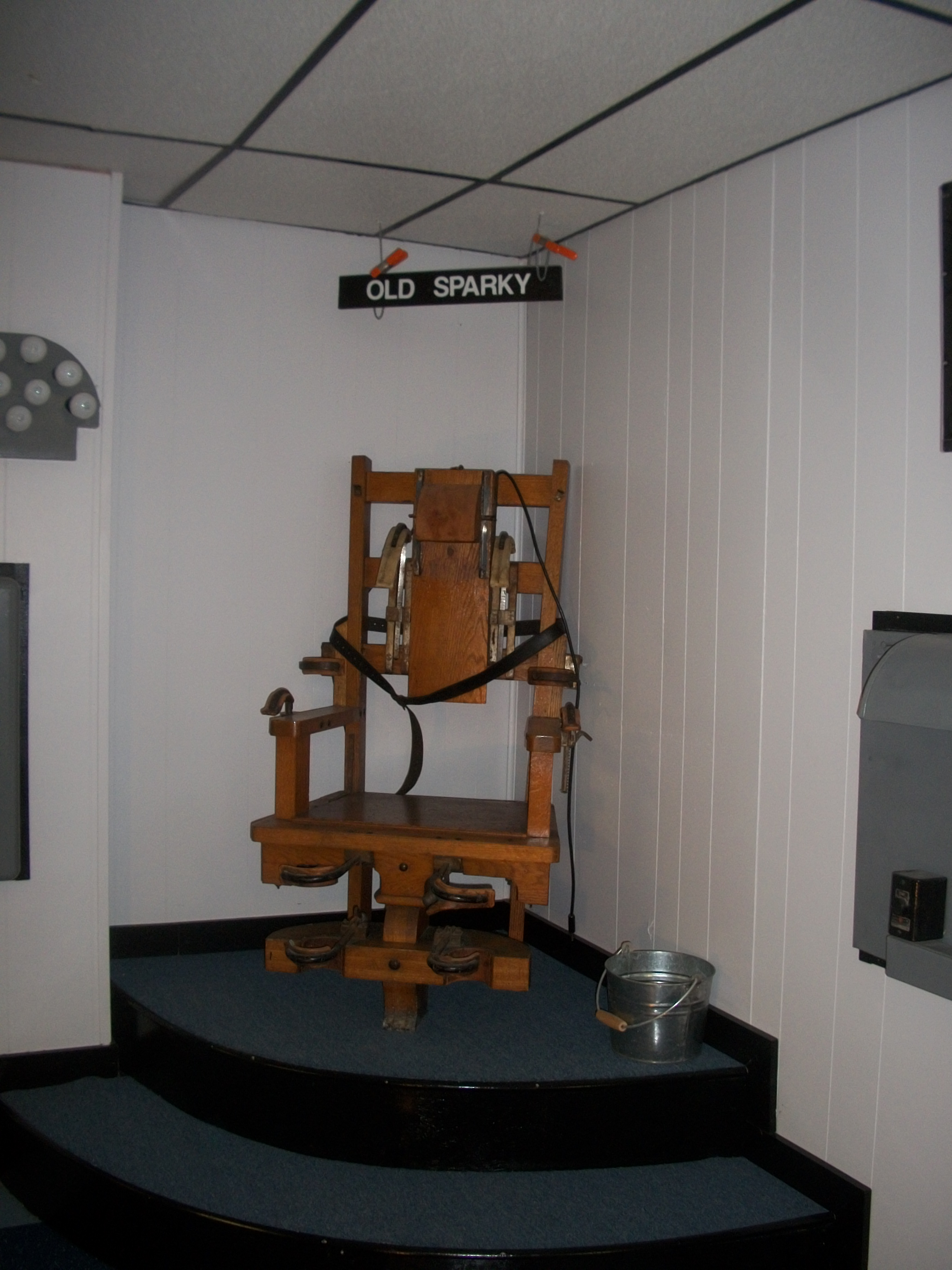
Le Old Sparky original en exposition.

De 1899 à 1959, ce sont 94 hommes qui furent exécutés. La pendaison fut la méthode utilisée jusqu'en 1949, elle fut appliquée à 85 des condamnés. Le public put assister à ces pendaisons jusqu'au 19 juin 1931. À cette date, Frank Hyer fut exécuté pour le meurtre de son épouse. Mais quand la trappe fut ouverte et qu'il pesa de tout son poids sur la corde, il fut instantanément décapité. À la suite de cet événement, le public assistant aux pendaisons ne put venir que sur invitation.
Le 18 mars 1932, le tueur en série Harry Powers, dont l'histoire inspira le roman La Nuit du chasseur et le film du même titre qui en a été tiré, fut pendu au pénitencier de Moundsville.
Le dernier homme exécuté par pendaison, Bud Peterson du comté de Logan, repose dans le cimetière de la prison, sa famille ayant refusé de recueillir sa dépouille.
À partir de 1951, la méthode d'exécution fut l'électrocution. Ironiquement, la chaise électrique, surnommée Old Sparky, utilisée par la prison, avait été fabriquée par un des détenus, Paul Glenn. Neuf hommes furent électrocutés entre 1951 et 1959, le dernier, le 3 avril 1959, avant que l'État n'abolisse la peine de mort en 1965. La chaise originale est exposée dans le bâtiment et fait partie du parcours officiel de la visite touristique.

### Déclassement
Dans les derniers temps de son existence comme prison, le bâtiment fut marqué par plusieurs cas d'émeutes et d'évasions. Dans les années 1960, la prison connut un pic d'occupation avec une population de plus de 2 000 détenus. Après la construction de plusieurs prisons ce nombre décrut pour atteindre 600 à 700 détenus en 1995.
Le sort de la prison fut scellé par une décision de la Cour suprême de Virginie-Occidentale (en) en 1986, qui décréta que les cellules de 5 pieds sur 7 (1,52 m sur 2,13 m) étaient un châtiment cruel et inapproprié. Neuf ans plus tard, le bâtiment fut déclassé comme prison. La majorité des détenus fut transférée au Mount Olive Correctional Complex dans le comté de Fayette (Virginie-Occidentale). Un centre correctionnel plus petit fut construit à Moundsville, à un mile de là, pour faire office de prison du comté,.

## Détenus notables
- Harry Powers

## Centre de formation
Après la fermeture de la prison d'État, le Moundsville Economic Development Council (Conseil de développement économique de Moundsville) se fit accorder un bail de vingt-cinq ans pour le complexe. Le bâtiment fut à partir de ce moment utilisé comme centre de formation pour les personnels des forces de police et des administrations pénitentiaires avec des exercices réguliers de simulation d'émeutes[source insuffisante]. Pour aider les équipes à la préparation et l'exécution de scénario la West Virginia High Technology Consortium Foundation a fait réaliser un modèle 3D interactif du pénitencier et a mis le logiciel à disposition du public juste avant la simulation d'émeute de prison de 2009. Certains programmes d'entraînement pour les personnels des forces de police qui eurent lieu dans cet établissement, tels que le National Corrections and Law Enforcement Training and Technology Center, n'ont désormais plus lieu.[Quand ?]

## Tourisme
Des excursions sont possibles pour les touristes désirant visiter la prison,. Le Elizabethtown Festival s'y tient tous les mois de mai, pour célébrer et commémorer l'ancienne Moundsville. Une attraction de maison hantée, The Dungeon of Horrors (« le donjon des horreurs ») y a aussi lieu à la période d'Halloween. Les groupes qui s'intéressent au paranormal et les guides de voyage pour passionnés considèrent la prison de Moundsville comme l'une des plus notoires prisons hantées des États-Unis, avec des histoires de fantômes remontant au début des années 1930. Parmi les légendes, on compte l'inévitable récit sur la prison construite à l'emplacement d'un ancien site funéraire amérindien. Les dossiers comprennent des récits sur d'anciens gardes ayant vu le spectre de détenus ainsi qu'un shadow man errant dans les environs, et ayant entendu des bruits inexplicables, des voix, ou ressenti des cold spots (en) (« point froids »).

## La prison dans l'art et la culture
Depuis sa fermeture, le pénitencier a servi de lieu de tournage pour plusieurs productions audiovisuelles dont :

### Cinéma
- Les Brasiers de la colère[16]

### Télévision
- Castle Rock, série dans laquelle le pénitencier est utilisé pour représenter la prison d'État de Shawshank[17]
- Le troisième épisode de la saison 1 de Ghost Adventures

### Traductions
1. ↑  (en) « exhibit[ed], as much as possible, great strength and convey[ed] to the mind a cheerless blank indicative of the misery which awaits the unhappy being who enters within its walls[2]. »
2. ↑  (en) « both the quantity and the quality of all the purchases of material, food and clothing have been very gradually, but steadily, improved, while the discipline has become more nearly perfect and the exaction of labor less stringent[1]. »
3. ↑  (en) « It was a good twenty minutes before we knew about the escape. If somebody had notified us, there's a good chance that the sheriff's department and the Moundsville police could have been on the scene while all the prisoners were still on the block[9]. »
4. ↑  (en) « Communications have been very poor. I think they should keep the local law enforcement officers more informed I have no idea what they're doing, what they've found[9]. »
5. ↑  (en) « Within seconds, he (Captain Glassock), five other guards, and a food service worker were tackled and slammed to the floor. Inmates put knives to their throats and handcuffed them with their own handcuffs[10]. »
6. ↑  (en) « The inmates who initiated the riot were not prepared to take charge of it. Danny Lehman, the Avengers' president, was quickly agreed upon as best suited for the task of negotiating with authorities and presenting the demands to the media[10]. »